# Anthracobia melaloma

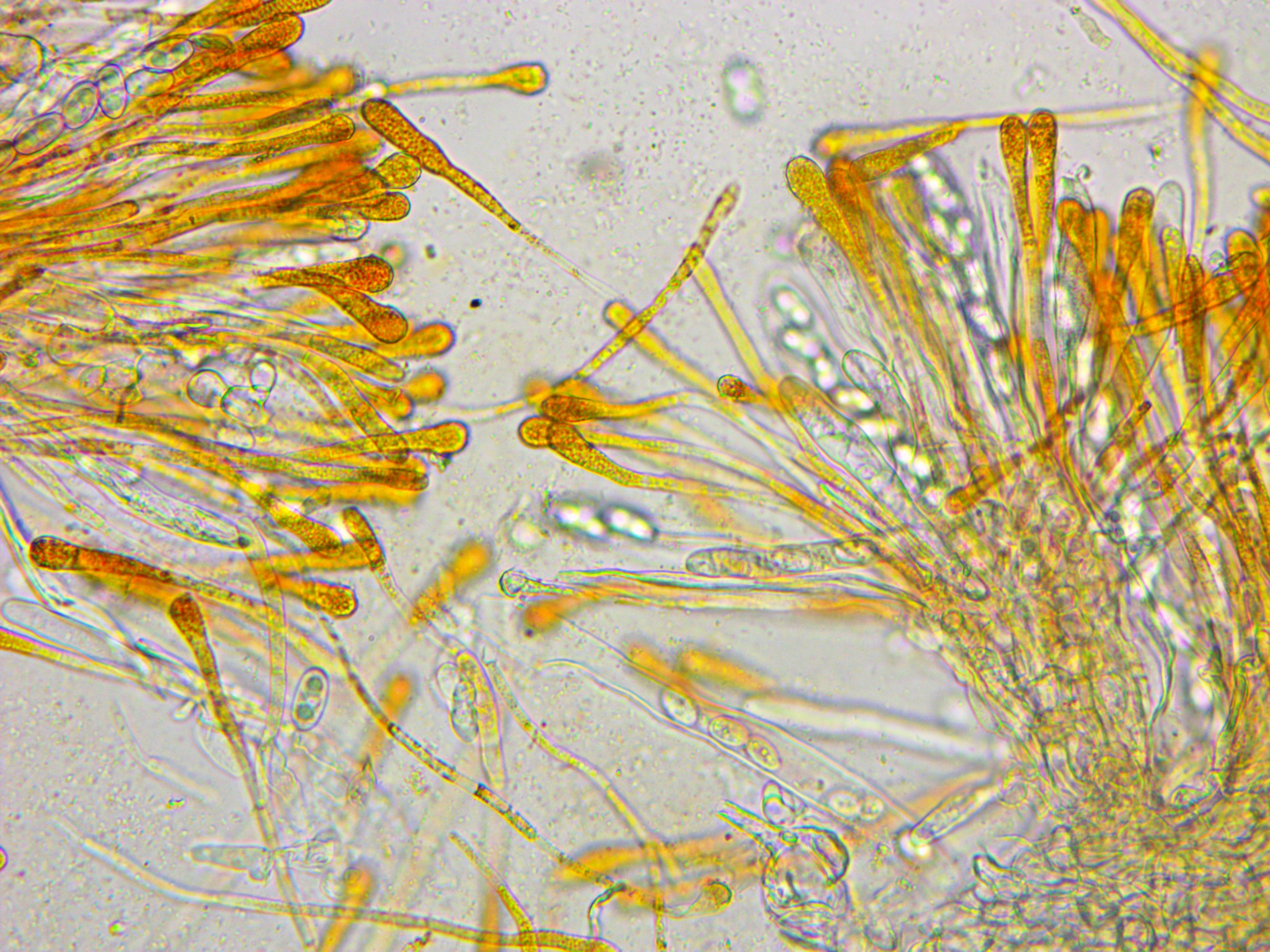

Anthracobia melaloma (Alb. & Schwein.) Arnould – gatunek grzybów z rodziny Pyronemataceae.

## Systematyka i nazewnictwo
Pozycja w klasyfikacji według Index Fungorum: Anthracobia, Pyronemataceae, Pezizales, Pezizomycetidae, Pezizomycetes, Pezizomycotina, Ascomycota, Fungi.
Po raz pierwszy takson ten opisali w roku 1805 Johannes Baptista von Albertini i Lewis David von Schweinitz nadając mu nazwę Peziza melaloma. Obecną, uznaną przez Index Fungorum nazwę nadał mu w 1893 roku Léon Arnould.
Ma 14 synonimów. Niektóre z nich:
- Lachnea melaloma (Alb. & Schwein.) Sacc. 1889
- Patella melaloma (Alb. & Schwein.) Seaver 1928[2].

## Morfologia
Owocniki typu apotecjum występujące pojedynczo lub w grupach. Początkowo mają typowy kształt miseczki, później rozpłaszczają się. Brzeg z ciemnobrązowymi, bardzo krótkimi włoskami (długość do 30 µm), grubość do 15 µm. Powierzchnia hymenialna żółto-pomarańczowo-różowa. Zarodniki eliptyczne z dwoma dużymi gutulami.
Podobna jest Anthracobia maurilabra. Odróżnia się ciemnobrązowymi, dłuższymi (120-130 µm) i cieńszymi (do 8 µm) włoskami o nieco rozszerzonym wierzchołku i spłaszczonej, nie maczugowatej podstawie.

## Występowanie i siedlisko
Anthracobia melaloma występuje w Ameryce Północnej, Europie, Australii i na Nowej Zelandii. W Polsce po raz pierwszy jej występowanie podał Bogumir Eichler w 1902 r., później gatunek notowany jeszcze wielokrotnie. Aktualne stanowiska podaje internetowy atlas grzybów. znajduje się w nim na liście grzybów zagrożonych i wartych objęcia ochroną.
Grzyb saprotroficzny i wypaleniskowy występujący głównie na wypaleniskach.